# Ischyronota jordanensis
Ischyronota brisouti jordanensis (лат.) — подвид жуков подсемейства щитоносок из семейства листоедов. Иногда рассматривается как самостоятельный вид.

## Описание
Мелкие (менее 5 мм) жуки. Переднеспинка в густой морщинистой пунктировке. От типичной формы отличается почти полукруглой переднеспинкой.

## Распространение
Встречается в Иордании и азиатской части Турции.